# Yacine Chalel
Yacine Chalel, né le 17 novembre 1995, est un coureur cycliste algérien. Il participe à des compétitions sur route et sur piste.

## Biographie
Résidant actuellement à Paris, Yacine Chalel possède la double nationalité française et algérienne. À partir de 2016, il court au sein de l'équipe nationale d'Algérie pour les épreuves sur piste. Dès sa première sélection, il se distingue en remportant deux médailles d'argent aux championnats d'Afrique, au keirin et dans la course à points.
En février 2018, il remporte le titre continental dans la course scratch aux championnats d'Afrique, organisés à Casablanca au Maroc. Cette performance lui permet d'être sélectionné pour les championnats du monde sur piste, qui ont lieu aux Pays-Bas,.
En 2021, il intègre le club Orléans Loiret Cyclisme.

## Vie privée
En mars 2022, il se marie avec la cycliste égyptienne Ebtissam Zayed.

## Palmarès sur piste

### Championnats du monde
- Pruszków 2019
  - 19e du scratch
  - 22e de la course aux points
- Berlin 2020
  - 17e du scratch
  - 22e de la course aux points
- Roubaix 2021
  - 10e de la course à élimination
  - 20e du scratch
  - 25e de l'omnium (éliminé au tour qualificatif)

### Ligue des champions
- 2021
  - 17e Classement général de l'endurance

### Championnats d'Afrique
- Casablanca 2016
  -  Médaillé d'argent de la course aux points
  -  Médaillé d'argent du keirin
- Casablanca 2018
  -  Champion d'Afrique du scratch
- Pietermaritzburg 2019
  -  Médaillé de bronze de la course aux points
  -  Médaillé de bronze du scratch
  -  Médaillé de bronze de l'omnium
- Le Caire 2020
  -  Médaillé d'argent de la course aux points
  -  Médaillé de bronze du scratch
  -  Médaillé de bronze de l'omnium
- Le Caire 2021
  -  Médaillé d'argent du scratch
  -  Médaillé d'argent de l'américaine (avec Lotfi Tchambaz)
  -  Médaillé d'argent de la poursuite par équipes (avec Lotfi Tchambaz, Youcef Reguigui et Yacine Hamza)
  -  Médaillé de bronze de la course à l'élimination
  -  Médaillé de bronze de la course aux points
- Abuja 2022
  -  Champion d'Afrique de la poursuite par équipes (avec Lotfi Tchambaz, El Khacib Sassane et Hamza Megnouche)
  -  Champion d'Afrique de la course aux points
  -  Champion d'Afrique de l'américaine (avec Lotfi Tchambaz)
  -  Médaillé d'argent de l'omnium
- Le Caire 2023
  -  Champion d'Afrique de la course à l'élimination
  -  Médaillé d'argent de l'américaine (avec Lotfi Tchambaz)
  -  Médaillé de bronze de la poursuite par équipes
- Le Caire 2024
  -  Champion d'Afrique de la course à l'élimination
  -  Champion d'Afrique de la poursuite par équipes (avec Lotfi Tchambaz, Salah Eddine Ayoubi Cherki et El Khacib Sassane)
- Le Caire 2025
  -  Médaillé d'argent de la vitesse par équipe
  -  Médaillé de bronze de la course aux points
  -  Médaillé de bronze de la poursuite par équipes

### Championnats arabes
- Sharjah 2017
  -  Médaillé d'argent de l'omnium
  -  Médaillé de bronze de la course aux points
- Le Caire 2019
  -  Médaillé d'argent de l'américaine

## Palmarès sur route
- 2018
  - Nocturne de Troyes
- 2019
  - Prix des Œufs Durs de Poilly-lez-Gien
  - Grand Prix de Masnières
  - Grand Prix de Ham
  - Prix de la Libération à Artenay